# European Surgical Research
European Surgical Research, abgekürzt Eur. Surg. Res., ist eine wissenschaftliche Fachzeitschrift, die vom Karger-Verlag veröffentlicht wird. Die Zeitschrift erscheint mit acht Ausgaben im Jahr. Es werden Arbeiten aus der chirurgischen Forschung veröffentlicht.
Der Impact Factor lag im Jahr 2014 bei 2,474. Nach der Statistik des ISI Web of Knowledge wird das Journal mit diesem Impact Factor in der Kategorie Chirurgie an 54. Stelle von 198 Zeitschriften geführt.